# Poletje na okenski polici
Poletje na okenski polici je mladinski roman. Knjigo je napisala Irena Velikonja, izšla pa je pri  založbi DZS leta 2006. Prvenec Irene Velikonja je "problemski roman z neproblematično junakinjo".

## Vsebina
Roman govori o 14-letnem dekletu, ki živi v bloku z materjo. Starša sta ločena. Kljub ločenim staršem ima dekle dober odnos z očetom. Dekle po končanem 1. letniku gimnazije (v času poletnih počitnic) svoj prosti čas preživlja s prijateljico Nežo ali na okenski polici. Z nje vidi na sosednji blok in čaka na Gregorja, fanta v katerega je zaljubljena. Gregorja vidi le enkrat na leto, takrat ko Gregor obišče mati med poletnimi počitnicami. Neža je njena edina in najboljša prijateljica. Srečujeta se skoraj vsak dan. Neža ji pomaga pri osvajanju Gregorja, ona pa Neži pri učenju angleščine. Ko je Nežo fant razočaral, saj jo je hotel le izkoristiti, ji pomaga pozabiti tudi to. Skupaj kujeta načrte za osvojitev Gregorja.
Gregor je njen sanjski fant, v katerega se je zaljubila že v drugem razredu. Med počitnicami ga je ves čas čakala na okenski polici, le za to, da ga je potem lahko nekaj sekund gledala, ko je prihajal in odhajal v stanovanje. Na morju sta se srečala in tam jo je povabil na zabavo. Zaradi tihe narave se je je udeleži s tihim nasprotovanjem, vendar jo oče pregovori. Tam ugotovi, da je Gregor popolno nasprotje njenih sanj, saj kadi, pije alkohol in ima vsak dan drugo punco. Zaradi tega čedalje manj misli nanj, veliko premišljuje o Anžetu.
Anže je fant, ki je med počitnicami prišel v stanovanje k babici, ki je čistila stopnice. Najprej se ji zdel čuden, nato pa ji postane všeč. Spozna, da Anže ni čudak, vanj se zaljubi, postaneta par. 
Zgodba se dotika različnih tematik, ki pestijo najstnike: ljubezen, odnosi v družini, šola, lastna samopodoba in prijatelji. Vse to teži tudi glavno junakinjo romana, a na trenutke dobimo občutek, da sama vsebina bolj prikazuje opazovanje dekleta, saj je napisan v prvi osebi.

## Glavne osebe
Dekle, ki pripoveduje zgodbo - Je zelo mirna in prijazna. Zaljubljena je v fanta Gregorja. Stara je 14 let in njena najboljša prijateljica je Neža.
NEŽA - Je živahna, odločna in samozavestna. Čisto drugačna od prijateljice.
MATI - Mlada, stroga in odgovorna. Zelo jo skrbi za svojo hčer.
OČE - Je zelo prijazen človek in svoji hčeri pusti veliko stvari. Velikokrat jo pusti samo doma, včasih jo pelje v kino.

## Ocene in nagrade
Leta 2007 je prejela nagrado večernica, ki jo podeljuje časopisna hiša Večer. Žirijo so sestavljali Tone Partljič, Vida Medved Udovič, Darka Tancer Kajnih, Ida Mlakar in Petra Vidali.

## Izdaje in prevodi
Prva slovenska izdaja romana iz leta 2006 (COBISS)

## Zbirka
Roman je izšel v zbirki Dober dan, roman pri založbi DZS d.d.,